# 1981 au Nouveau-Brunswick
Chronologie du Nouveau-Brunswick
- 1977
- 1978
- 1979
- 1980
- 1981
- 1982
- 1983
- 1984
- 1985

Cette page concerne des événements survenus en 1981 dans la province canadienne du Nouveau-Brunswick.

## Événements
- Fondation de Sabian, leader mondial de la fabrication de cymbales.
- Fondation du Collège communautaire du Nouveau-Brunswick de Dieppe.
- Création de la franchise de l'Express de Fredericton.
- Richard Savoie devient le deuxième président du Mouvement des caisses populaires acadiennes.
- 17 juillet : adoption de la Loi reconnaissant l'égalité des deux communautés linguistiques officielles au Nouveau-Brunswick.
- 19 novembre : Joseph Zenon Daigle démissionne de ses fonctions comme chef de l'association libérale ; il reste député de sa circonscription de Kent-Nord. Le député de Tracadie Doug Young assure l'intérim jusqu'à l'élection à la direction.
- 23 décembre : George Stanley succède à Hédard Robichaud comme lieutenant-gouverneur du Nouveau-Brunswick.

## Naissances
- 4 janvier : Dominic Noël, joueur de hockey sur glace.
- 10 février : Natasha St-Pier, chanteuse.
- 23 juillet : Randy Jones, joueur de hockey.